# Função zeta de Hurwitz

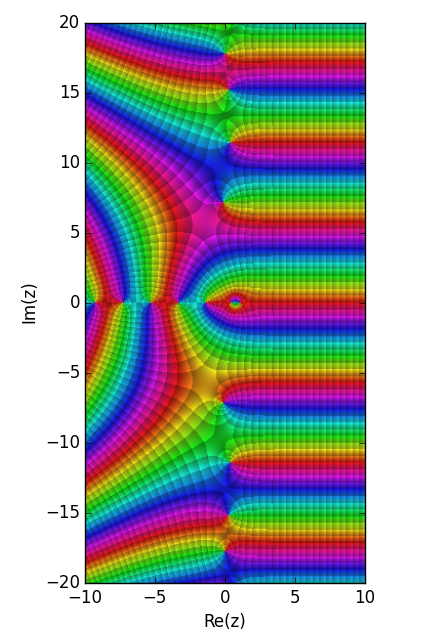
Função zeta de Hurwitz em.

Em matemática, a função zeta de Hurwitz é uma das muitas funções zeta. É definida formalmente para um argumento complexo s e um argumento real q como
{\displaystyle \zeta (s,q)=\sum _{k=0}^{\infty }(k+q)^{-s}.}
Esta série é convergente para q > 0 e Re(s) > 1. Se q é um inteiro não positivo se supõe que os termos na série com denominador nulo não são considerados. Entretanto, em geral um se limita a 0 < q ≤ 1, o qual simplifica muitas das fórmulas aplicáveis à esta função.
Notar que na realidade não há coisa algumna que evite que a variável q seja complexa (em cujo caso, Re(q)>0 é uma restrição natural, ainda que não seja uma condição necessária). Esta extensão é necessária para a fórmula de Schwinger para o rítmo de produção de pares de elétrons (vide infra).

## Extensão analítica
A função zeta de Hurwitz pode ter uma extensão analítica a uma função meromorfa definida para todos os números complexos s com s ≠ 1. Em s = 1 possuem um polo simples com resíduo 1. O termo constante é dado por
{\displaystyle \lim _{s\to 1}\left[\zeta (s,q)-{\frac {1}{s-1}}\right]={\frac {-\Gamma '(q)}{\Gamma (q)}}=-\psi (q)}
onde Γ é a função Gama e ψ é a função digama.

## Representação da série
Em 1930 Helmut Hasse encontrou a representação em forma de série convergente definida por q > −1 e para todo número complexo s ≠ 1:
{\displaystyle \zeta (s,q)={\frac {1}{s-1}}\sum _{n=0}^{\infty }{\frac {1}{n+1}}\sum _{k=0}^{n}(-1)^{k}{n \choose k}(q+k)^{1-s}.}
Esta série converge uniformemente em um subconjunto compacto do plano s a uma função inteira. A soma interna deve ser compreendida como a n-ésima diferença finita de {\displaystyle q^{1-s}}; ou seja,
{\displaystyle \Delta ^{n}q^{1-s}=\sum _{k=0}^{n}(-1)^{n-k}{n \choose k}(q+k)^{1-s}}
onde Δ é o operador diferença finita. Portanto, é válido que
{\displaystyle \zeta (s,q)={\frac {1}{s-1}}\sum _{n=0}^{\infty }{\frac {(-1)^{n}}{n+1}}\Delta ^{n}q^{1-s}}
{\displaystyle ={\frac {1}{s-1}}{\log(1+\Delta ) \over \Delta }q^{1-s}.}

## Representaçao integral
A função possui uma representação integral em função da transformada de Mellin. Esta é:
{\displaystyle \zeta (s,q)={\frac {1}{\Gamma (s)}}\int _{0}^{\infty }{\frac {t^{s-1}}{e^{qt}\left(1-e^{-t}\right)}}dt}
para {\displaystyle \Re s>1} e {\displaystyle \Re q>0}.

## Fórmula de Hurwitz
A fórmula de Hurwitz estabelece o seguinte teorema: 
{\displaystyle \zeta (1-s,x)={\frac {1}{2s}}\left[e^{-i\pi s/2}\beta (x;s)+e^{i\pi s/2}\beta (1-x;s)\right]}
com 
{\displaystyle \beta (x;s)=2\Gamma (s+1)\sum _{n=1}^{\infty }{\frac {\exp(2\pi inx)}{(2\pi n)^{s}}}={\frac {2\Gamma (s+1)}{(2\pi )^{s}}}{\mbox{Li}}_{s}(e^{2\pi ix})}
é uma representação do zeta que é válido para {\displaystyle 0\leq x\leq 1} e {\displaystyle s>1}. Onde, {\displaystyle {\mbox{Li}}_{s}(z)} é o polilogaritmo.